# جام چلنجر والیبال مردان
جام چلنچر والیبال مردان (به انگلیسی: FIVB Volleyball Men's Challenger Cup) یک تورنمنت ورزشی سالانه است و زیر نظر فدراسیون بین‌المللی والیبال و آی‌ام‌جی فعالیت می‌کنند. قهرمان تورنمنت جایگزین تیم حذف شده لیگ ملت‌های والیبال مردان می‌شود.
درکنار این جام، جام چلنچر والیبال زنان نیز رقابتی برای زنان می‌باشد.این رقابت‌ها در سال ۲۰۲۲ به میزبانی سئول کره جنوبی برگزار شد که قهرمان آن دوره کوبا بود.در سال ۲۰۲۳ این رقابت ها در قطر برگزار شد که ترکیه در فینال۳-۲ قطر میزبان را شکست داد و به قهرمانی رسید.

## ساختار
تمام تیمهای حضور یافته در لیگ جهانی (به‌غیر از تیم‌های لیگ ملت‌ها) درمقدماتی جام حضور دارند. پس از صعود تیم‌ها به جام، تیم‌های شرکت کننده به ۲ گروه ۳ تیمی تقسیم می‌شوند. تیم‌های اول و دوم هر گروه به مرحله نیمه‌نهایی صعود کرده و برندگان نیمه نهایی به دیدار نهایی برای کسب عنوان اول و بازندگان نیمه نهایی برای کسب عنوان سوم رقابت می‌کنند. قهرمان رقابت‌ها نیز به لیگ ملت‌ها صعود می‌کنند.

## میزبان
لیست میزبان‌های دور نهایی.
| تعداد میزبانی | میزبان  | سال  |
| ------------- | ------- | ---- |
| ۱             | پرتغال  | ۲۰۱۸ |
| ۱             | اسلوونی | ۲۰۱۹ |

## سهمیه بندی
| کنفدراسیون                              | سهمیه                                                     |
| --------------------------------------- | --------------------------------------------------------- |
| ای‌وی‌سی (آسیا و اقیانوسیه)               | ۱ (برای کسب سهمیه ای وی سی باید مسابقاتی برگزارکند)       |
| سی‌ای‌وی‌بی (آفریقا)                       | ۱(تیم اول قاره بر اساس رنکینگ به این مسابقات صعود میکند)  |
| سی‌اس‌وی (آمریکای جنوبی)                  | ۱ (تیم اول قاره بر اساس رنکینگ به این مسابقات صعود میکند) |
| سی‌ای‌وی (اروپا)                          | ۲(برای کسب سهمیه سی ای وی باید مسابقاتی برگزار کند)       |
| نورسکا (آمریکای شمالی، مرکزی و کارائیب) | ۱                                                         |
| مجموع                                   | ۸ (۶+۲)                                                   |

## نتایج اصلی
| تیم      | ۲۰۱۸ (۶) | ۲۰۱۹ (۶) | حضور |
| بلاروس   | •        | سوم      | ۱    |
| شیلی     | پنجم     | ششم      | ۲    |
| کوبا     | چهارم    | دوم      | ۲    |
| چک       | دوم      | •        | ۱    |
| مصر      | •        | پنجم     | ۱    |
| استونی   | سوم      | •        | ۱    |
| قزاقستان | پنجم     | •        | ۱    |
| پرتغال   | اول      | •        | ۱    |
| اسلوونی  | •        | اول      | ۱    |
| ترکیه    | •        | چهارم    | ۱    |

راهنمایی
- اول – قهرمان
- دوم – نایب‌قهرمان
- سوم –  مقام سوم
- چهارم – مقام چهارم
- •  – راه پیدا نکرده/ از دور رقابت‌ها خارج شده
- – میزبان

## نتایج چهار تیم برتر
| فصل  | میزبان    |           | دیدار پایانی | دیدار پایانی | دیدار پایانی |       | دیدار رده‌بندی | دیدار رده‌بندی | دیدار رده‌بندی |  | تعداد تیم‌ها |
| فصل  | میزبان    | قهرمان    | نتیجه        | نایب‌قهرمان   | مقام سوم     | نتیجه | مقام چهارم    |               |               |  | تعداد تیم‌ها |
| ---- | --------- | --------- | ------------ | ------------ | ------------ | ----- | ------------- | ------------- | ------------- |  | ----------- |
| ۲۰۱۸ | ماتوسینوس | · پرتغال  | ۳–۱          | · چک         | · استونی     | ۳–۰   | · کوبا        | ۶             |               |  |             |
| ۲۰۱۹ | لیوبلیانا | · اسلوونی | ۳–۰          | · کوبا       | · بلاروس     | ۳–۱   | · ترکیه       | ۶             |               |  |             |
| ۲۰۲۰ | گوندومار  |           |              |              |              |       |               |               |               |  |             |

## جدول مدال‌ها
| رتبه           | کشور           | طلا | نقره | برنز | مجموع |
| -------------- | -------------- | --- | ---- | ---- | ----- |
| ۱              | اسلوونی        | ۱   | ۰    | ۰    | ۱     |
| ۱              | پرتغال         | ۱   | ۰    | ۰    | ۱     |
| ۳              | چک             | ۰   | ۱    | ۰    | ۱     |
| ۳              | کوبا           | ۰   | ۱    | ۰    | ۱     |
| ۵              | استونی         | ۰   | ۰    | ۱    | ۱     |
| ۵              | بلاروس         | ۰   | ۰    | ۱    | ۱     |
| مجموع (۶ کشور) | مجموع (۶ کشور) | ۲   | ۲    | ۲    | ۶     |

## صعود کنندگان به لیگ ملت‌های والیبال مردان
| ۲۰۱۸ | استرالیا | بلغارستان | کانادا | کرهٔ جنوبی | پرتغال  |
| ۲۰۱۹ | استرالیا | بلغارستان | کانادا | پرتغال    | اسلوونی |